# Parc d'État Highlands Hammock
Highlands Hammock State Park est un parc d'État de Floride de 3640 hectares situé à l'ouest de Sebring dans le comté de Highlands, en Floride. Le parc a ouvert ses portes en 1931, quatre ans avant la création du système de parcs d'État de Floride. Il a été inscrit au registre national des lieux historiques en 2018.

## Écologie

### Flore
Des promenades en planches surélevées serpentent à travers un ancien marais de cyprès chauves avec des palmiers à choux, des fougères, des broméliacées, des orchidées et d'autres épiphytes. On pense que certains arbres ont plus de mille ans, et l'un est peut-être le plus grand chêne de Floride, avec une circonférence de plus de 11 mètres.

### Faune
Le cerf de Virginie, les alligators américains, les tortues gophère, les grenouilles, les loutres, les araignées à soie dorée, les grands pics, les buses à épaulettes, les chouettes rayées et les geais des broussailles de Floride sont communs dans le parc. Des ours noirs de Floride, des pygargues à tête blanche, des ibis blancs, des écureuils gris, des lynx roux et la rare panthère de Floride sont parfois observés.

## Histoire
Les citoyens locaux, préoccupés par les projets de transformation du hammock en terres agricoles, ont acquis la propriété en 1931 et l'ont promu en tant que candidat au statut de parc national, un des premiers exemples de soutien public populaire à la préservation de l'environnement. L'un des principaux moteurs de cet effort était Mme Margaret Roebling, belle-fille de Washington Augustus Roebling.
Bien qu'il n'ait jamais atteint le statut de parc national, il est devenu l'un des quatre premiers parcs d'État de Floride lorsque le système de parcs d'État a été créé en 1935. Le Civilian Conservation Corps (CCC), créé pendant la Grande Dépression, a construit un camp à Highlands Hammock comme quartier général, et a développé des installations de parc supplémentaires et les débuts d'un jardin botanique.

## Musée du Civilian Conservation Corps de Floride
Le parc abrite le Florida Civilian Conservation Corps Museum avec des expositions interactives sur la période de construction du parc des années 1930-1940 et sur l'histoire du CCC en Floride et aux États-Unis. Le musée est situé dans un bâtiment construit par le CCC.

## Activités récréatives
Le parc comprend une pittoresque boucle de 5 km qui donne accès aux neuf sentiers du parc et peut être utilisée pour le roller. Un sentier de 18 km peut être parcouru par les cyclistes, les cavaliers ou les observateurs de la faune. L'observation des oiseaux peut également être pratiquée, puisque le parc fait partie du Great Florida Birding Trail. Des visites guidées par des gardes forestiers sont fréquemment programmées.
Il y a un terrain de camping, une aire de pique-nique, ainsi qu'un restaurant, appelé "Le Hammock Inn". Pendant la saison d'automne et d'hiver, les Amis de Highlands Hammock parrainent une série de concerts Music in the Park le troisième samedi du mois.

## Galerie

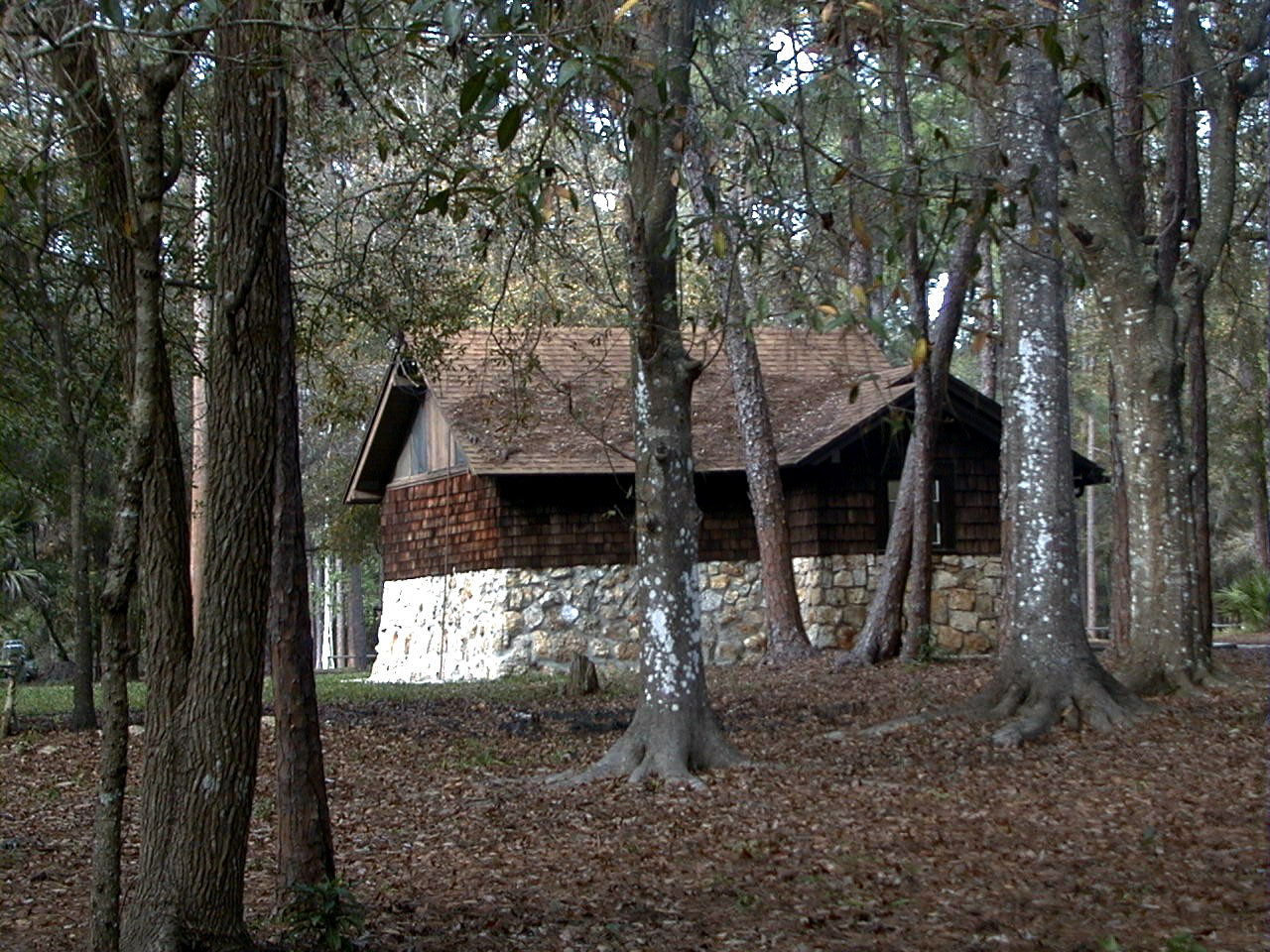
Une structure CCC dans le parc
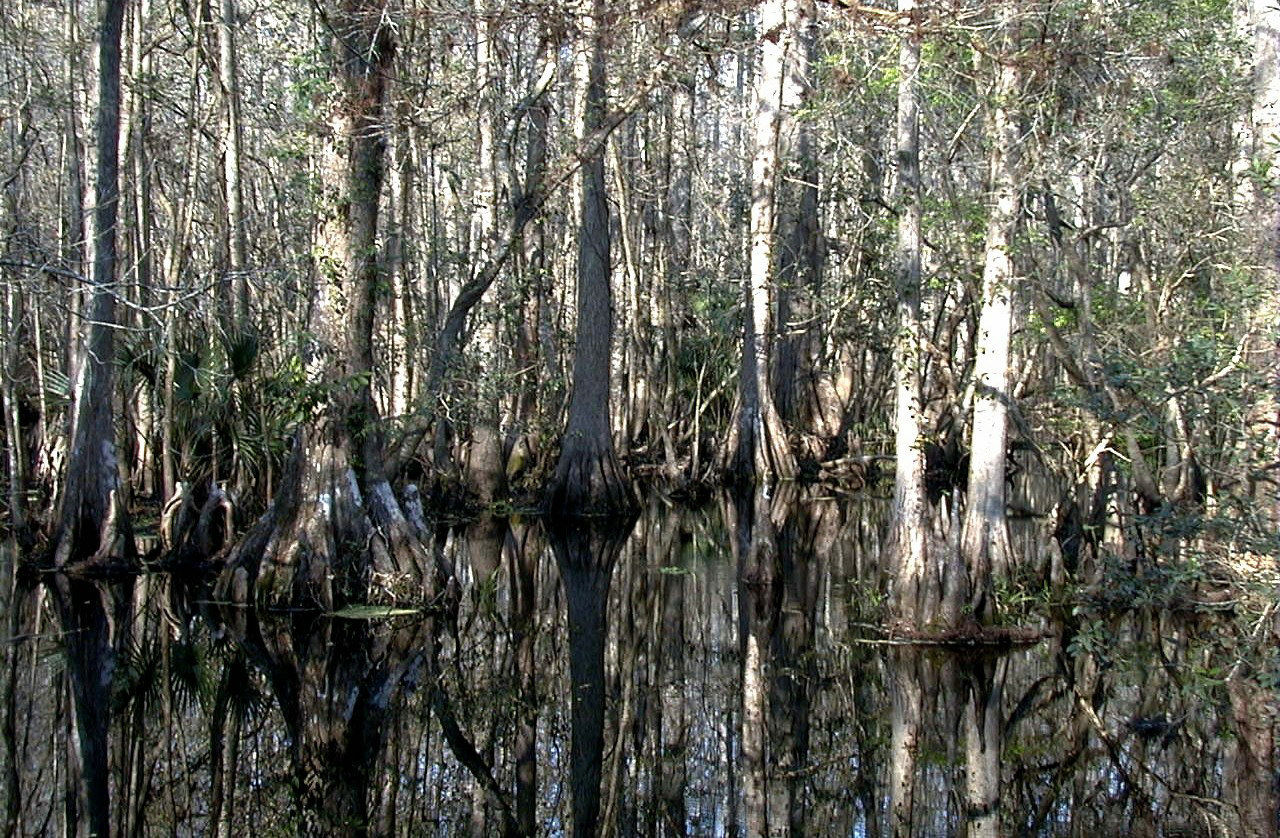
Marais de cyprès chauve dans le parc
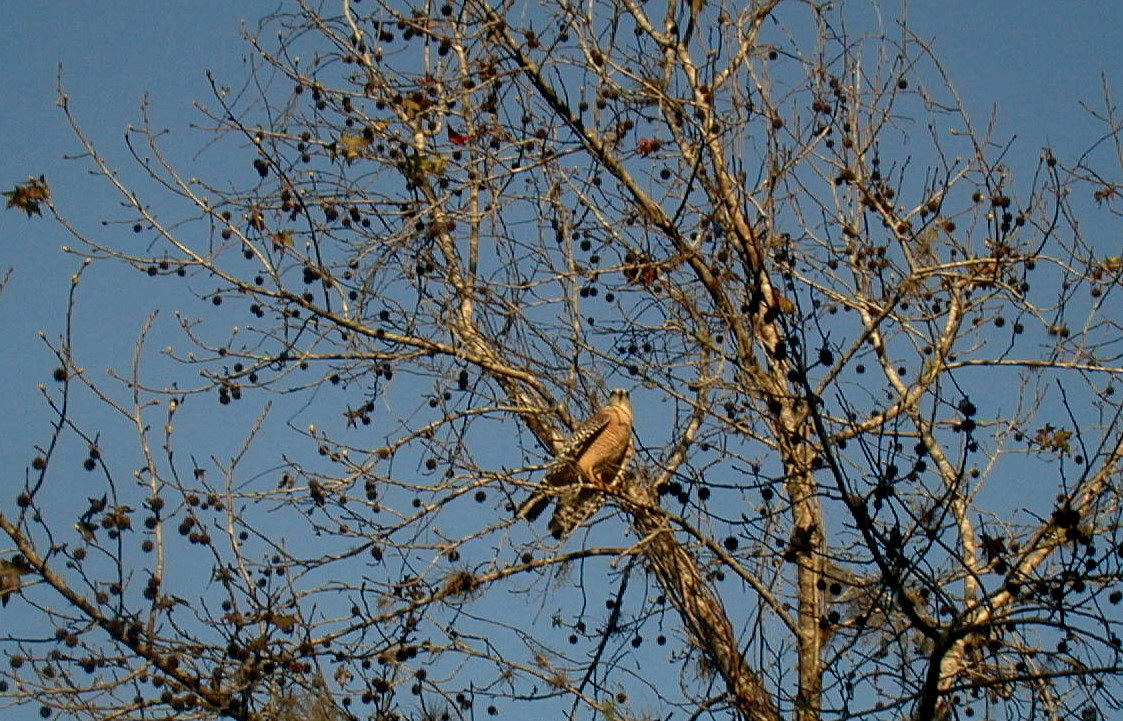
Buse à épaulettes dans le parc
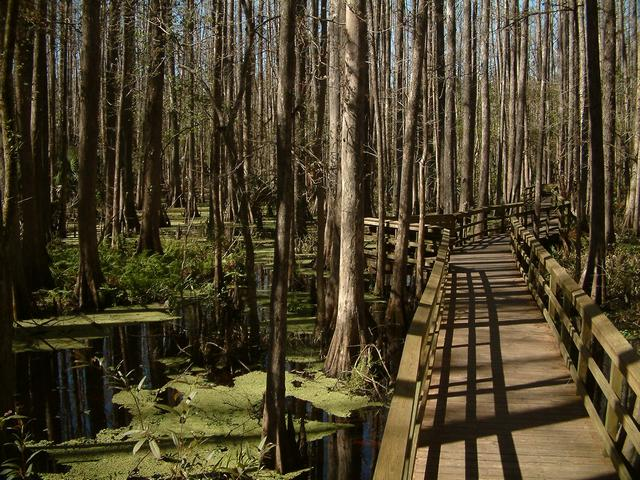
Passerelle à travers les marais de Cyprès chauves